# Paris-Hénin Liétard
Paris-Hénin Liétard est une ancienne course cycliste française, organisée de 1928 à 1936 entre Paris et Hénin-Beaumont (Pas-de-Calais).

## Palmarès
| Année | Vainqueur        | Deuxième       | Troisième          |
| ----- | ---------------- | -------------- | ------------------ |
| 1928  | Jérôme Declercq  | Émile Decroix  | Marcel Gobillot    |
| 1929  | Joseph Wauters   | Émile Decroix  | Félicien Vervaecke |
| 1930  | Joseph Wauters   | Julien Moineau | Armand Van Bruaene |
| 1931  | Henri Bergerioux | Léon Louyet    | Polydore Goossens  |
| 1932  | Michel Catteeuw  | Jules Lengagne | Émile Decroix      |
| 1933  | Raymond Horner   | René Bernard   | Vincent Salazard   |
| 1934  | Louis Thiétard   | François Blin  | Henri Salingue     |
| 1935  | Aimé Lievens     | François Blin  | Robert Renoncé     |
| 1936  | Albert Rosseel   | René Walschot  | Albert Hendrickx   |